# Rubrius
Genre
Synonymes
- Mynthes Simon, 1887
- Pionaces Simon, 1904

Rubrius est un genre d'araignées aranéomorphes de la famille des Macrobunidae.

## Distribution
Les espèces de ce genre se rencontrent au Chili et en Argentine.

## Liste des espèces
Selon World Spider Catalog (version 25.0, 08/03/2024) :
- Rubrius annulatus F. O. Pickard-Cambridge, 1899
- Rubrius antarcticus (Karsch, 1880)
- Rubrius castaneifrons (Simon, 1884)
- Rubrius lineatus Roth, 1967
- Rubrius major (Simon, 1904)
- Rubrius scottae Mello-Leitão, 1940
- Rubrius ululus Roth, 1967

## Systématique et taxinomie
Ce genre a été décrit par Simon en 1887 dans les Agelenidae. Il est placé dans les Amaurobiidae par Lehtinen en 1967 puis dans les Macrobunidae par Gorneau, Crews, Cala-Riquelme, Montana, Spagna, Ballarin, Almeida-Silva et Esposito en 2023.
Mynthes a été placé en synonymie par Simon en 1903.
Pionaces a été placé en synonymie par Roth en 1967.

## Publication originale
- Simon, 1887 : « Arachnides. » Mission scientifique du Cap Horn, 1882-1883, Paris, vol. 6, p. E1-E42.